# 21357 Davidying
21357 Davidying (1997 FJ4) là một tiểu hành tinh vành đai chính được phát hiện ngày 31 tháng 3 năm 1997 bởi nhóm nghiên cứu tiểu hành tinh gần Trái Đất phòng thí nghiệm Lincoln ở Socorro.